# Land (Dokumentarfilm)
Land ist ein deutscher Dokumentarfilm von Timo Großpietsch aus dem Jahr 2021. Ein Film über den ländlichen Raum, so wie er heute genutzt wird.

## Inhalt
In langen, elegischen Einstellungen reduziert der Dokumentarfilm den ländlichen Raum auf seine Funktionalität. Land zeigt außergewöhnliche und unbekannte Orte der industriellen Landwirtschaft. Nahezu menschenleere Gewächshäuser, Brutschränke und Maschinen, die ohne Menschen arbeiten. Der Jazzpianist der Vladyslav Sendecki hat den Soundtrack komponiert. Der Film hatte seine Weltpremiere auf dem DOK.fest München 2021, wo er im Hauptwettbewerb gezeigt wurde.

## Auszeichnung
2022 erhielt der Film einen der beiden Hauptpreise (Kategorie: „Bester Film - Mensch und Natur“) des Deutschen Naturfilmpreises. Die Auszeichnung des Landes Mecklenburg-Vorpommern ist mit 10.000 Euro dotiert.

## Rezeption
Das NDR Kulturjournal meint: „Ein Gesamtkunstwerk, was bleibenden Eindruck hinterlässt.“
Wilfried Hippen schreibt in der taz: „Grosspietschs Blick ist nüchtern, er romantisiert nie. Er geht sogar noch einen Schritt weiter und zeigt, wie die Menschen das Verschwinden der Natur durch künstliche Sehnsuchtsorte zu kompensieren versuchen. So filmte er etwa auf einer Indoor-Skipiste oder in einer pseudotropischen Freizeithalle, die frappierend an die simulierte Welt im Film „Truman Show“ erinnert.“
René Martens meint auf Zeit Online: „Am Ende ist Land eine durchaus auch schaurige Schaulusterfahrung und trotz seines experimentellen Charakters ein sehr zugänglicher Dokumentarfilm.“